# Centre William Rappard
El Centre William Rappard en el carrer de Lausanne, 154 a Ginebra, Suïssa, va ser construït entre 1923 i 1926 a la casa de l'Oficina Internacional del Treball (OIT). Va ser el primer edifici dissenyat per acollir una organització internacional a Ginebra. El 1975, l'OIT es va traslladar a la Grand-Saconnex, i el 1977, el Centre William Rappard va ser ocupat per la secretaria de l'Acord General sobre Aranzels Duaners i Comerç (GATT), l'Oficina de les Nacions Unides per als Refugiats, i la biblioteca de la Institut d'Estudis Internacionals i el Desenvolupament. El 1995, l'Organització Mundial del Comerç (OMC) va reemplaçar al GATT es va convertir en l'ocupant principal del Centre William Rappard.